# Rudolph G. Kopp
Pour les articles homonymes, voir Kopp.
Rudolph G. Kopp est un compositeur américain né le 22 mars 1887 à Vienne (Autriche-Hongrie), décédé le 20 février 1972 à Woodland Hills (États-Unis).

## Filmographie

### Années 1930
- 1931 : Gente alegre
- 1931 : The Vice Squad
- 1931 : Newly Rich (Forbidden Adventure)
- 1931 : I Take This Woman
- 1931 : The Secret Call
- 1931 : The Magnificent Lie
- 1931 : Daughter of the Dragon
- 1931 : The Mad Parade
- 1931 : The Road to Reno
- 1931 : Vingt-quatre Heures (24 Hours)
- 1931 : Beloved Bachelor
- 1931 : Once a Lady
- 1931 : La Folie des hommes (Rich Man's Folly)
- 1931 : The False Madonna
- 1932 : Two Kinds of Women
- 1932 : Shanghaï Express
- 1932 : Tomorrow and Tomorrow
- 1932 : Strangers in Love
- 1932 : Une heure près de toi (One Hour with You)
- 1932 : The Broken Wing (en) de Lloyd Corrigan
- 1932 : Sky Bride
- 1932 : Sinners in the Sun
- 1932 : Forgotten Commandments
- 1932 : Merrily We Go to Hell
- 1932 : Le Revenant (The Man from Yesterday)
- 1932 : Folies olympiques (Million Dollar Legs)
- 1932 : Le Démon du sous-marin (Devil and the Deep)
- 1932 : Le Président fantôme (The Phantom President)
- 1932 : Le Signe de la croix (The Sign of the Cross)
- 1933 : Luxury Liner
- 1933 : Celle qu'on accuse (The Woman Accused)
- 1933 : From Hell to Heaven
- 1933 : Murders in the Zoo
- 1933 : Kaspa, fils de la brousse (King of the Jungle) de H. Bruce Humberstone
- 1933 : Pick-up
- 1933 : Song of the Eagle (en)
- 1933 : I Love That Man
- 1933 : El Príncipe gondolero
- 1933 : Ladies Must Love
- 1933 : Je ne suis pas un ange (I'm No Angel)
- 1933 : White Woman
- 1933 : Lone Cowboy
- 1934 : Thirty Day Princess (en)
- 1934 : Cléopâtre (Cleopatra)
- 1935 : Les Trois Lanciers du Bengale (The Lives of a Bengal Lancer)
- 1935 : New York-Miami (It Happened in New York)
- 1935 : Les Croisades (The Crusades)
- 1936 : The Voice of Bugle Ann
- 1939 : Land of Liberty

### Années 1940
- 1946 : The Horse with the Human Mind
- 1946 : Gallant Bess
- 1947 : My Brother Talks to Horses
- 1947 : The Amazing Mr. Nordill
- 1947 : Miracle in a Cornfield
- 1948 : La Mariée est folle (The Bride Goes Wild)
- 1948 : Tenth Avenue Angel
- 1949 : Embuscade (Ambush)

### Années 1950
- 1950 : Le Mystère de la plage perdue (Mystery Street)
- 1951 : La Vallée de la vengeance (Vengeance Valley)
- 1951 : Calling Bulldog Drummond
- 1951 : Bannerline
- 1951 : It's a Big Country
- 1952 : L'Intrépide (Fearless Fagan)
- 1953 : Le Poulain noir (Gypsy Colt)
- 1953 : Le Mystère des bayous (Cry of the Hunted) de Joseph H. Lewis
- 1953 : Arena de Richard Fleischer